# Герб на Португалия
Гербът на Португалия е един от националните символи на държавата. Усвоен е на 30 юни 1911 заедно с националното знаме. Гербът представлява щит, около който се намира златен венец.